# Forschungsinstitut für Lungenkrankheiten und Tuberkulose
Das Forschungsinstitut für Lungenkrankheiten und Tuberkulose (FLT), bis 1963 als Tuberkulose-Forschungsinstitut Berlin-Buch und bis zum Beginn der 1970er Jahre als Forschungsinstitut für Tuberkulose und Lungenkrankheiten bezeichnet, war ein in Berlin-Buch ansässiges außeruniversitäres Forschungsinstitut mit Klinik.
Es entstand aus der Tuberkuloseabteilung des ebenfalls in Berlin-Buch ansässigen Hufeland-Krankenhauses und wurde am 1. Juli 1952 gegründet. Erster Direktor des Instituts war bis 1979 Paul Steinbrück. Das FLT fungierte in der Deutschen Demokratischen Republik (DDR) als Leitinstitut für die Behandlung und Erforschung von Lungenkrankheiten und Tuberkulose und war direkt dem Ministerium für Gesundheitswesen unterstellt. Schwerpunkte der Forschung waren unter anderem akute und chronische Atemwegserkrankungen, chronische Lungenerkrankungen sowie die Untersuchung neuer Therapieansätze wie beispielsweise Bronchospasmolytika.
Nach der politischen Wende in der DDR und der deutschen Wiedervereinigung entstand aus dem Klinikteil des Instituts ein Fachkrankenhaus für Lungenheilkunde und Thoraxchirurgie, das sich ab 1992 in Trägerschaft des Diakonischen Werks Berlin-Brandenburg befand und bis 2000 umfassend saniert und modernisiert wurde. Seit Juni 2002 ist der in Berlin ansässige Verein zur Errichtung evangelischer Krankenhäuser (seit 2009 unter dem Namen Paul Gerhardt Diakonie, seit 2019 Johannesstift Diakonie) Träger des Krankenhauses, das seit 2006 den Namen Evangelische Lungenklinik Berlin trägt.